# اعتداء (ضرر)
في القانون العام ، الاعتداء هو الضرر الذي يتسبب فيه الفعل عن قصد ، أي إما بقصد عام أو محدد ، مما يتسبب في فهم معقول لاتصال ضار أو مسيء فوري. نظرًا لأن الاعتداء يتطلب نية ، فإنه يعتبر ضررًا مقصودًا ، على عكس ضرر من الإهمال. القدرة الفعلية على تنفيذ الاتصال المقبوض عليه ليست ضرورية. يُعرَّف الاعتداء في القانون الجنائي على أنه محاولة لارتكاب البطارية ، مما يتطلب نية محددة لإحداث إصابة جسدية.

## مقارنة الضرب
وبسبب تمييزه عن الضرب لا يحتاج الاعتداء إلى الاتصال الفعلي ؛ أنها تحتاج فقط إلى النية لإجراء أو تهديد الاتصال والفزع الناتج. ومع ذلك ، يتطلب الاعتداء أكثر من الكلمات وحدها. على سبيل المثال ، يمكن تفسير استخدام سكين أثناء الصراخ بالتهديدات على أنه اعتداء إذا تم إنشاء مخاوف. لا داعي للخوف لحدوث اعتداء ، فقط توقعا للبطارية اللاحقة.
يمكن أن تحدث الضرب دون حدوث اعتداء سابق ، مثل إصابة شخص في مؤخرة الرأس. يمكن أن يكون الاعتداء محاولة بطارية.

## العناصر
يجب إنشاء ثلاثة عناصر للاعتداء التعسفي: أولاً ، يجب أن يكون هناك فعل إيجابي من قبل المدعى عليه ؛ ثانيًا ، كان لدى المدعي مخاوف معقولة (الحالة الذهنية المطلوبة) من الاتصال الجسدي الفوري ، وثالثًا ، كان تدخل المدعى عليه متعمدًا (قصد المدعى عليه الاعتقال الناتج). لكن النية لأغراض الاعتداء المدني يمكن أن تكون عامة أو محددة. النية المحددة تعني أنه عندما تصرف المدعى عليه ، كان ينوي التسبب في القبض على جهة اتصال ضارة أو غير مرغوب فيها. النية العامة تعني أن المدعى عليه كان على يقين كبير من أن الفعل سيضع شخصًا في حالة خوف من اتصال ضار أو غير مرغوب فيه.
في حين أن القانون يختلف باختلاف الولاية القضائية ، غالبًا ما يتم تعريف الاتصال على أنه ضار إذا كان ينوي بشكل موضوعي إيذاء أو تشويه أو إضعاف أو التسبب في الألم.
يعتبر الفعل مسيئا إذا كان يسيء إلى شعور الشخص المعقول بالكرامة الشخصية.
في حين يتم الحكم على الوشيك بموضوعية وتختلف اختلافًا كبيرًا حسب الحقائق ، إلا أنها تشير بشكل عام إلى أنه لا توجد فرصة تذكر للتدخل.
وأخيرا، حالة الترقب التي يجب أن تكون متباينة من الحالة العامة لل خوف ، كما يتطلب الخوف فقط أن الشخص يكون على بينة من قرب وقوع الفعل الضار أو الهجومية.
في أستراليا ، تمت صياغة اختبار إثبات الاعتداء التعسفي على أنه يتطلب "دليلًا على نية إنشاء اعتداء وشيك على شخص ضار أو ضار وشيك" .

## الدفاعات
يمكن تبرير الاعتداء في حالات الدفاع عن النفس أو الدفاع عن طرف ثالث حيث اعتبر الفعل معقولاً. يمكن تبريره أيضًا في سياق رياضة حيث يمكن منح الموافقة أو ضمنيًا. قد يكون عمل الاعتداء مميزًا أيضًا ، مما يعني أن الشخص الذي يرتكب الهجوم له الحق القانوني في القيام بذلك ولا يمكن مقاضاته ، كما قد يحدث إذا قام ضابط شرطة بسحب سلاح ناري على مشتبه به جنائي.  وأخيرًا ، تعمل الأتمتة (على سبيل المثال ، المشي أثناء النوم) على إبطال عنصر النية لأن شخصًا يتصرف أثناء النوم لا يعمل طوعًا.